# Metropolia Agrigento
Metropolia Agrigento – metropolia Kościoła rzymskokatolickiego we Włoszech, a dokładniej w południowej części Sycylii. Powstała w roku 2000 i obejmuje trzy administratury kościelne: metropolitalną archidiecezję Agrigento, diecezję Caltanissetta oraz diecezję Piazza Armerina. Od maja 2021 urząd metropolity zajmuje abp Alessandro Damiano. 